# Zhijinshi
Zhijinshi (kinesiska: 制锦市街道, 制锦市) är en socken i Kina. Den ligger i provinsen Shandong, i den östra delen av landet, omkring 31 kilometer väster om provinshuvudstaden Jinan. Antalet invånare är 19 546. Befolkningen består av 10 187 kvinnor och 9 359 män. Barn under 15 år utgör 10,0 %, vuxna 15-64 år 75 %, och äldre över 65 år 14,0 %.
Genomsnittlig årsnederbörd är 818 millimeter. Den regnigaste månaden är juli, med i genomsnitt 297 mm nederbörd, och den torraste är januari, med 5 mm nederbörd.